# قبو سفالبارد العالمي للبذور
قبو سفالبارد العالمي للبذور (بالنرويجية: Svalbard globale frøhvelv‏) هو بنك بذور آمن يقع في الجزيرة النرويجية سبتسبرجن بالقرب من بلدة لونغياربيين في أرخبيل سفالبارد في القطب الشمالي النائي، على بعد حوالى 1313 كلم (816.19 ميل) من القطب الشمالي مرفق يحافظ فيها على أوسع نطاق. ويضم القبو مجموعة متنوعة من بذور النباتات في كهف تحت الأرض.
بالتعاون مع المجموعة الاستشارية للبحوث الزراعية الدولية (CGIAR) بدأ القبو للحفاظ على مجموعة واسعة من بذور النباتات التي هي عينات مكررة من البذور المحفوظة في بنوك الجينات في جميع أنحاء العالم. قبو البذور هو محاولة للتأمين ضد فقدان البذور في بنوك الجينات الأخرى خلال الأزمات الإقليمية أو العالمية على نطاق واسع. ويدير قبو البذور وفقا لشروط المنصوص عليها في اتفاق ثلاثي بين الحكومة النرويجية والصندوق الاستئماني العالمي لتنوع المحاصيل (GCDT) ومركز الموارد الوراثية لدول الشمال (NordGen).
الحكومة النرويجية مولت كلياً ما يقرب من 45 مليون كرونة نرويجية (9 ملايين دولار) لبناء القبو.
في عام 2016 تم فتح القبو لإخراج حبوب نباتات كانت قد تأثرت بالحرب الأهلية السورية واندثرت في حلب.

## السعة
تتألف كل عينة بذور من 500 بذرة مغلفة في كيس ألمنيوم محكم الإغلاق، وتحتوي المنشأة على 4.5 مليون عينة بذور.
| سنة  | صنف   | مجموع العينات | المرجع               |
| ---- | ----- | ------------- | -------------------- |
| 2008 |       | 320,549       | [ 14 ]               |
| 2009 |       | 490,054       | [ 14 ]               |
| 2010 |       | 601,155       | [ 14 ]               |
| 2011 |       | 714,519       | [ 14 ]               |
| 2012 |       | 772,597       | [ 14 ]               |
| 2013 |       | 801,752       | [ 14 ]               |
| 2014 |       | 839,801       | [ 14 ]               |
| 2015 | 4,000 | 837,858       | [ 14 ] [ 15 ] [ 16 ] |
| 2016 |       | 880,837       | [ 14 ]               |
| 2017 |       | 890,886       | [ 14 ]               |
| 2018 |       | 983,524       | [ 14 ]               |

## وصلات خارجية
- الموقع الرسمي